# 5169 Duffell
5169 Duffell (1986 RU2) là một tiểu hành tinh vành đai chính được phát hiện ngày 6 tháng 9 năm 1986 bởi Bowell, E. ở Flagstaff.